# 4780 NGC
إن جي سي 4780 (بالإنجليزية: NGC 4780)‏ التي يرمز لها بالرمز NGC 4780، هي مجرة، في كوكبة العذراء.

## الاكتشاف
اكتشفت في 1880، بواسطة فيلهلم تمبل.